# 郭進 (嘉靖進士)
郭進（1508年—？），字抑之，江西袁州府宜春縣人，民籍，明朝政治人物。

## 生平
嘉靖十六年丁酉科江西鄉試第五十三名舉人。嘉靖十七年（1538年）中式戊戌科會試第二百八十六名，登第三甲第七十三名進士。授萊州府推官，官至汀州府知府。

## 家族
曾祖郭其元；祖父郭靄；父郭鸞，母湯氏。慈侍下。弟遷、道、远、迪、逊、遇、选。